# Gelis difficilis
Gelis difficilis är en stekelart som först beskrevs av Hedwig 1950.  Gelis difficilis ingår i släktet Gelis och familjen brokparasitsteklar. Inga underarter finns listade i Catalogue of Life.